# (17964) 1999 JY41
A (17964) 1999 JY41 a Naprendszer kisbolygóövében található aszteroida. A LINEAR projekt keretében fedezték fel 1999. május 10-én.